# Quan hệ ngoại giao
Quan hệ ngoại giao hoặc quan hệ đối ngoại đề cập đến việc quản lý các mối quan hệ và giao dịch giữa các quốc gia. Bất kỳ kết quả của các thỏa thuận và quyết định của chính sách đối ngoại có thể được coi là thuộc về quan hệ đối ngoại.

## Tổng quan

### Thuật ngữ ở Phương Tây
Thuật ngữ ngoại giao phát triển vào giữa thế kỷ 13 từ Ferren, foreyne, "ngoài cửa", dựa trên tiếng Pháp cổ, "bên ngoài, bên ngoài, ngoài trời, từ xa", phản ánh ý nghĩa "không phải ở vùng đất của riêng" trước tiên chứng thực vào cuối thế kỷ 14 Chính tả trong tiếng Anh đã bị thay đổi vào thế kỷ 17, có lẽ do ảnh hưởng của các từ trị vì và chủ quyền. Cả hai từ đều được liên kết vào thời điểm đó với văn phòng quân chủ phổ biến nhất xác định chính sách đối ngoại, một tập hợp mục tiêu ngoại giao tìm cách phác thảo cách một quốc gia sẽ tương tác với các quốc gia khác trên thế giới như thế nào.
Ý tưởng quản lý lâu dài các mối quan hệ ngoại giao đã kéo theo sự phát triển của các đoàn ngoại giao chuyên nghiệp quản lý ngoại giao. Từ năm 1711, thuật ngữ ngoại giao đã được sử dụng có nghĩa là nghệ thuật và thực hành tiến hành đàm phán giữa các đại diện của các nhóm hoặc quốc gia.
Vào thế kỷ 18, do sự hỗn loạn tột cùng trong ngoại giao châu Âu và các cuộc xung đột đang diễn ra, thực tiễn ngoại giao thường bị phân mảnh bởi sự cần thiết phải giải quyết các vấn đề biệt lập, được gọi là "vấn đề". Do đó, trong khi quản lý trong nước các vấn đề như vậy được gọi là các vấn đề dân sự (bạo loạn nông dân, thiếu hụt ngân khố và các mưu đồ của tòa án), thuật ngữ đối ngoại được áp dụng để quản lý các vấn đề tạm thời bên ngoài lãnh thổ có chủ quyền. Thuật ngữ này vẫn được sử dụng rộng rãi ở các quốc gia nói tiếng Anh vào thế kỷ 20, và vẫn là tên của các bộ phận tại một số quốc gia quản lý quan hệ đối ngoại. Mặc dù ban đầu dự định mô tả quản lý ngắn hạn về một mối quan tâm cụ thể, các bộ phận này hiện quản lý tất cả các mối quan hệ quốc tế hàng ngày và dài hạn giữa các quốc gia.

## Điều kiện
Quan hệ đối ngoại bị chi phối bởi một số điều kiện buộc phải tồn tại:
- Thời gian - quan hệ đối ngoại có thể hoạt động và liên tục khi các quốc gia khác quan tâm, hoặc dựa trên dự án và tạm thời khi các đại lý quốc tế ngoài quốc doanh có liên quan; chúng có thể liên quan đến các yếu tố của những cân nhắc về lịch sử hoặc tương lai
- Bối cảnh - quan hệ đối ngoại có thể bị ảnh hưởng đặc biệt bằng cách liên quan đến các vấn đề tổ chức quốc tế theo định hướng khu vực, kinh tế hoặc mục tiêu chung, v.v.
- Môi trường - đối ngoại có thể phát triển để hợp tác, đối nghịch, săn mồi, vị tha, cố vấn, ký sinh trùng, vv
- Năng động - Chứa một mức độ phụ thuộc hoặc phụ thuộc lẫn nhau; một thuộc địa sẽ có một mối quan hệ tĩnh với quốc gia thực dân
- Định hướng - các mối quan hệ nước ngoài lý tưởng dựa trên cam kết với các mục tiêu chung, nhưng có thể bị rối loạn và thậm chí mang tính phá hoại

Các tổ chức như Hội đồng Quan hệ Đối ngoại ở Hoa Kỳ đôi khi được các tổ chức đối ngoại của chính phủ sử dụng để phát triển các đề xuất chính sách đối ngoại như là giải pháp thay thế cho chính sách hiện hành hoặc để đưa ra các đánh giá phân tích về các mối quan hệ đang phát triển.